# Vocal house
Vocal house, diva house – współczesna muzyka taneczna (dance) wywodząca się z muzyki house, powstała w latach 90. XX wieku, charakteryzująca się rozbudowanymi partiami wokalnymi, często autorstwa zawodowych śpiewaczek, których wokal jest zbliżony brzmieniowo do gatunku R&B i brzmieniem muzyki house. Przedstawiciele tego gatunku to: Black Box, 49Ers, Foreal People.